# Календар на православните църковни празници/Юли

## Юли
Посочени са неподвижните празници от православния календар, които всяка година се случват в един и същи ден.
- 1 юли – Св. безсребърници Козма и Дамиан. Възвръщане мощите на св. Иоан Рилски чудотворец.
- 2 юли – Полагане честната дреха на Пресвета Богородица във Влахерна
- 3 юли – Св. мъченик Иакинт
- 4 юли – Св. Андрей, архиепископ Критски
- 5 юли – * Св. преподобни Атанасий Атонски. Св. преподобни Сергий Радонежки
- 6 юли – Св. преподобни Сисой Велики
- 7 юли – * Св. великомъченица Неделя. Св. преподобни Тома Малейски и Акакий.
- 8 юли – Св. великомъченик Прокопий. Свети преподобни Теофил Мироточиви.
- 9 юли – Св. свещеномъченик Панкратий, епископ Тавроменийски
- 10 юли – Св. 45 мъченици в Никопол Арменски
- 11 юли – Св. мъченица Евфимия Всехвална. Св. княгиня Олга. Св. преподобни Никодим Албански
- 12 юли – Св. мъченици Прокъл и Иларий
- 13 юли – Събор на св. архангел Гавриил. Св. преподобни Стефан Саваит
- 14 юли – Св. апостол Акила
- 15 юли – Св. мъченици Кирик и Юлита. Св. равноапостолен велик княз Владимир
- 16 юли – Св. свещеномъченик Атиноген. Св. мъченица Юлия девица
- 17 юли – * Св. великомъченица Марина
- 18 юли – Св. мъченици Иакинт и Емилиян Доростолски
- 19 юли – Св. преподобни Макрина и Дий
- 20 юли[1]
  -  Св. славен пророк Илия (IX век пр. Хр.) – Илинден
- 21 юли[1]
  -  Св. пророк Йезекиил (VI век пр. Хр.)
  - Св. преподобни Симеон от Емеса и последователят му Йоан († 590)
  - Св. преподобни Онуфрий Мълчаливи († XII век)
- 22 юли[1]
  - Св. мироносица и равноапостолна Мария Магдалина (I век) – Огнена Мария
  - Възвръщане мощите на св. свещеномъченик Фока Синопски (403 – 404)
  - Св. мъченица Маркела Хиоска (XIV век)
- 23 юли – Св. мъченици Трофим и Теофил
- 24 юли – Св. великомъченица Христина
- 25 юли – Успение на св. Анна. Св. диакониса Олимпиада и Евпраксия Девица
- 26 юли – Св. свещеномъченик Ермолай. Св. преподобномъченица Параскева
- 27 юли – * Св. великомъченик Пантелеймон. Св. Седмочисленици – Кирил и Методий, Климент, Наум, Сава, Горазд и Ангеларий. Успение на св. Климент Охридски
- 28 юли – Св. апостоли и дякони Прохор, Никанор, Тимон и Пармен
- 29 юли – Св. мъченик Калиник
- 30 юли – Св. апостоли Сила и Силван
- 31 юли – Богородични заговезни. Св. праведни Евдоким. Св. свещеномъченик Симеон Самоковски[2]